# 敖东镇
敖东镇是中国福建省福州市平潭县下辖的一个镇。2021年4月，撤销北厝镇、敖东镇，设立金井镇。

## 行政区划
敖东镇下辖以下地区：
新垄村、敖网村、向阳村、龙海村、建民村、仙霞村、苍海村、东崑村、华东村、建新村、桥锦头村、渔庄村、青观顶村、钱便澳村和大福村。